# جيرالدين غونزاليس
جيرالدين غونزاليس مارتينيز (بالإسبانية: Geraldine González)‏ (من مواليد عام 1999 في كونشالي) ، والمعروفة باسم جيرالدين غونزاليس، هي حاملة لقب ملكة جمال تشيلية التي توجت بمسابقة ملكة جمال يونيفرسو تشيلي 2019. مثلت بلدها تشيلي في مسابقة ملكة جمال الكون 2019.

## روابط خارجية
- Miss Universo Chile on Instagram
- Official Miss Universo Chile نسخة محفوظة 3 سبتمبر 2019 على موقع واي باك مشين.
- جيرالدين غونزاليس على إنستغرام

| الجوائز و الإنجازات | الجوائز و الإنجازات           | الجوائز و الإنجازات |
| ------------------- | ----------------------------- | ------------------- |
| سبقه أندريا دياز    | ملكة جمال يونيفرسو تشيلي 2019 | تبعه                |